# JET-PEG
Die  JET-PEG (JPEG) ist eine Sondenform, die bei der enteralen Ernährung von Patienten verwendet wird. Die JET-PEG wird aufbauend auf einer gastralen PEG gelegt: Über den Y-Ansatz der gastralen PEG wird die JPEG als intestinaler Zugang in den mittleren Teil des Dünndarms geschoben. Diese nun zweilumige Sonde besitzt dadurch einen Schenkel im Magen und einen im Dünndarm.
Über den gastralen Schenkel kann der Magen entlastet, Sondennahrung und Medikamente über die intestinale Zuleitung verabreicht werden.

## Name
JPEG (engl. Akronym: „Jejunal tube through PEG“) bedeutet Jejunalsonde durch PEG.

## Indikation
Die JPEG kommt zum Einsatz, wenn eine langfristige Notwendigkeit für eine Sondenernährung besteht und der Verdauungstrakt oberhalb des Jejunums seine Funktion nicht erfüllen kann. Dazu zählen beispielsweise Magenentleerungsstörungen durch eine Stenose, was zu Übelkeit und Erbrechen führen kann.

## Nutzung
Da das Jejunum keine Speicherfunktion hat – im Gegensatz zum Magen –  muss die Nahrungszufuhr langsam und kontinuierlich erfolgen. Dabei wird die Sondennahrung  mit einer langsamen Steigerung, beginnend mit 10 ml/h, über 20 Stunden bis zu maximal 150 ml pro Stunde zugeführt, weshalb eine Ernährungspumpe sinnvoll ist.
Über den gastralen Schenkel werden Sekretansammlungen aus dem Magen abgeleitet, um ihn zu entlasten, damit Übelkeit und Erbrechen gelindert beziehungsweise verhindert wird.

## Pflege
Die Pflege entspricht der Versorgung einer gastralen Standard-PEG; mit dem 
Unterschied, dass die JPEG zur Mobilisation nur vor- und zurückgeschoben, aber nicht gedreht werden darf.